# Sainte-Marie (Ardenas)
 Sainte-Marie  es una población y comuna francesa, en la región de Champaña-Ardenas, departamento de Ardenas, en el distrito y cantón de Vouziers.
Entre 1828 y 1871 incluyó Blaise, comuna que desapareció en 1972 integrada en Vouziers.

## Demografía
| 203                       | 169 | 200 | 233 | 501 | 507 | 471 | 463 | lac. | lac. | 422 | 184 | 200 | 191 | 202 | 198 | 195 | 181 | 177 | 177 | 131 | 143 | 132 | 113 | 105 | 134 | 152 | 116 | 86 | 86 | 69 | 67 | 69 | 74 |
| (Fuente: Cassini e INSEE) |     |     |     |     |     |     |     |      |      |     |     |     |     |     |     |     |     |     |     |     |     |     |     |     |     |     |     |    |    |    |    |    |    |